# (5611) 1943 DL
(5611) 1943 DL ist ein Asteroid des Hauptgürtels, der am 26. Februar 1943 von der finnischen Astronomin Liisi Oterma in Turku entdeckt wurde. 